# فرانسوا-ژوزف-ویکتور بروسه
فرانسوا-ژوزف-ویکتور بروسه (فرانسوی: François-Joseph-Victor Broussais‎؛ ۱۷ دسامبر ۱۷۷۲ – ۱۷ نوامبر ۱۸۳۸) دانشمند و پزشک اهل فرانسه بود.
وی در سال ۱۷۹۹ به پاریس رفت و زیر نظر ماری فرانسوا زاویه بیشا در رشتهٔ پزشکی تحصیل نمود و در سال ۱۸۰۳ فارغ‌التحصیل شد. او در سال ۱۸۳۱ به مقام استادی در رشتهٔ آسیب‌شناسی عمومی رسید. سخنرانی‌های او در زمینهٔ جمجمه‌شناسی، شنودگان و مخاطبان بسیاری را به خود جلب کرد.
وی همچنین برندهٔ جوایزی همچون لژیون دونور شده‌است.